# Vasláb
Vasláb (vagy Gyergyóvasláb; románul: Voșlăbeni vagy Voșlobeni) falu Romániában, Erdélyben, Hargita megyében.

## Fekvése
A Gyergyói-medence déli részén, Gyergyószentmiklóstól 13 km-re délre, a Kakas-hegy lábánál fekszik.

## Története
A falut a Lázár grófok alapították Tekerőpatak határrészéből és mintegy 20 görögkatolikus vallású, moldvai román családot telepítettek le itt, akik a Lázár család úrbéresei voltak. A telepesek a majorsági birtok területén dolgoztak, és a 17. századra már egy életképes faluközösségben éltek. 1703-ban a faluban 28 család élt. A település első görögkatolikus temploma 1714-ben épült fából, ezt Sava moldvai püspök avatta fel. A templomhoz, illetve annak oltárképéhez fűződik a mondás: otthagyta, mint Szent Pál az oláhokat. A szomszédos Tekerőpatak lakosai rendszeresen ellopták ugyanis a templom Szent Pál-ikonját, mert úgy vélték, az gyanúsan emlékeztet az ő falubírójuk fizimiskájára. A falu felett dolomitbánya működik. Káposztája messze földön híres.
1910-ben 940 lakosából 803 fő román és 110 magyar volt.  A trianoni békeszerződésig Csík vármegye Gyergyószentmiklósi járásához tartozott. 1992-ben 1257 lakosából 946 román, 310 magyar volt. A 2002-es népszámláláskor 1255 lakosa közül 894 fő (71,2%) román, 337 fő (26,9%) magyar, 24 fő (1,9%) cigány volt.

## Látnivalók
- Mai temploma 1864-ben, tornya pedig 1880-ban készült.
- Falumúzeuma van.
- A Heveder patak völgyében 1860-ban épített vízifűrész működik.
- A Maros partján 60 hektáros tőzegláp található.